# Кассёла
Кассёла (итал. cassœula) — блюдо, популярное в Северной Италии, в основном в Ломбардии. Как правило, готовится зимой. Обладает «сильным, решительным» вкусом. Это блюдо было любимым блюдом дирижёра Артуро Тосканини. Один из писателей называет его «благородным древним миланским блюдом» и рассказывает о «непередаваемом удовольствии, которое оно доставляет душе, особенно в зимний день».

## Происхождение
По одной из версий, происхождение блюда связано с празднованием дня святого Антония (17 января). Празднование совпало с окончанием периода убоя свиней. Поэтому в блюде, как правило, используют только те части туши, которые готовы к употреблению сразу. Лучшие куски мяса оставляют для выдержки, чтобы улучшить их вкус.
По другой версии, появление блюда связано с событиями XVI века, когда Испания управляла Миланом. Согласно этой версии, офицер испанской армии рассказал рецепт блюда любимой женщине, которая готовила для знатной миланской семьи. Блюдо понравилось семье и стало популярным.

## Ингредиенты
В блюде используется свинина (обычно наименее ценные части, такие, как ребра, кожура, голова, уши, нос и хвост), колбаски, иногда мясо курицы или гуся. Блюдо готовят в кастрюле, называемой casserole, используются лук, морковь, сельдерей и чёрный перец. Блюдо готовится 3 часа, причём за 30 минут до окончания приготовления добавляют капусту.
Обычно кассёлу подают с полентой или крепким красным вином. Блюдо принято есть после заморозков, чтобы капуста была мягче и вкуснее.

## Варианты блюда
Существует множество вариантов кассёлы, но во всех них есть капуста. Например, в провинции Комо используется голова свиньи; в провинции Павия — ребра; в провинции Новара добавляют гуся.